# デ・マンボ
『デ・マンボ』（De Mambo）は、イギリスのインディーゲームスタジオThe Dangerous Kitchenが開発した対戦アクションゲーム。

## 概要
「マンボ」と呼ばれる球体のキャラクターを操作し、最大4人のプレイヤーによる対戦を行う。対戦中に用いるコントローラ操作は方向キーと攻撃用ボタン1つのみで、サイドビューで描かれた固定画面の外に弾き飛ばされれば負け、最後まで生き残れば勝ちとなる。こうしたルールは、同様のルールを用いる対戦アクションゲーム『大乱闘スマッシュブラザーズ』シリーズから着想を得ており、シンプルな操作については、任天堂のゲームクリエイターである宮本茂があるインタビュー記事で「本当にいいゲームは、ボタンはひとつしかいらない」という趣旨の発言をしていたことに影響を受けている。
2015年9月8日から10月8日の期間にKickstarterを通じたクラウドファンディングが実施され、1万5000ポンドの目標に対し1万5507ポンドの資金が集まった。

## システム

### 基本アクション
マンボは空中で3回までジャンプでき、ジャンプ中に方向キーの下を押すと急降下する。
攻撃ボタンを押す長さに応じて、「Poke」（周囲を攻撃）、「Spin」（「Poke」よりも広範囲を攻撃）、「Fire」（上下左右に弾を発射）の3種の攻撃を行うことができる。ただし、長く押しすぎると一定時間操作不能となる。
また、Switch版ではオプションから操作方法を変更することもでき、それぞれの操作体系に名前が割り振られている。

### ゲームモード
マンボ
プレイ人数：2 - 4人
各種ステージから1つを選択し対戦するモード。対戦回数を重ねるごとに新規ステージが追加されていく。
各ステージは周囲が壁や足場で囲まれており、直接体当たりしたり敵を跳ね飛ばしてぶつけることなどで破壊される。また、一定時間が経過すると地形が少しずつ消滅し始める。
各プレイヤーの初期ライフは3つで、画面外に飛ばされると1つ減り、0になると原則負けとなる。ただし、負けたプレイヤーは対戦が決着するまで画面周囲のレール上を移動できるようになり、この際に他の対戦中のプレイヤーに触れるとそのプレイヤーのライフを1減らすのと同時にライフ1の状態で復活する。
ソロ
プレイ人数：1人
複数のステージを連続でクリアしていくモード。各ステージには、「脱出しろ！」（出口に到達する）、「集めろ！」（ステージ内のアイテムを全て集める）などクリア条件が設定されている。
難易度が複数あり、含まれるステージ数とライフ数がそれぞれ異なる。
サバイバル
プレイ人数：1 - 4人
『スペースインベーダー』のような形式で画面上部から襲ってくる敵を迎撃していく協力プレイモード。一定数の敵が現れた状態を1つのウェーブ（段階）とし、敵を全滅させると次のウェーブへ進む。
各プレイヤーのライフは1つのウェーブにつき1つのみ。ウェーブ内で全員のライフが0になった時点でゲームオーバーとなる。倒した敵に応じて点数が表示され、ハイスコアが記録される。

## 評価
GAME Watchの岩泉茂は、シンプルな操作体系だからこそ、斬新なボタン配置が実現でき、これによって様々なゲーマー層に対応できるようになったと評価している。
- 東京ゲームショウ2015 4Gamerアワード インディーズ部門 ノミネート[10]